# Gregorio Cortez
Gregorio Cortez Lira (Matamoros, 22 juni 1875 - Nuevo Laredo, 28 februari 1916) was een Mexicaans-Amerikaans outlaw.
Cortez werd geboren in Mexico maar verhuisde als kind met zijn familie naar Texas. Op 12 juni 1901 raakte hij betrokken bij een schietpartij in Karnes County. Sheriff W.T. "Brack" Morris ondervroeg Cortez' broer Romulo naar aanleiding van een paardendiefstal. Daar Romulo echter niet goed Engels sprak en de sheriff geen Spaans ontstond er een misverstand, waarna Morris Romulo neerschoot. Gregorio nam direct wraak en schoot de sheriff dood. Cortez wist te vluchten en bleef tien dagen lang ondanks een grote kloppartij uit handen van de autoriteiten, waaronder de Texas Rangers, waarin hij op vaak spectaculaire wijze zijn achtervolgers wist af te schudden. De achtervolging van Cortez zette de verhoudingen tussen de Engelstalige en Spaanstalige Texanen op scherp. Veel Mexicaanse Texanen beschouwden Cortez als een held terwijl de Anglo-Texanen Cortez het liefst gelyncht zouden hebben. Op 22 juni werd hij ten slotte ingerekend nadat hij door een kennis was verraden.
Direct na zijn gevangenname vormden Cortez' aanhangers organisaties om zijn zaak bekend te maken en geld in te zamelen voor zijn verdediging. Aanvankelijk werd hij in Gonzales tot vijftig jaar gevangenisstraf veroordeeld wegens tweedegraads moord. Een beroep werd afgewezen terwijl een menigte buiten de rechtszaal hem poogde te lynchen. Later werd hij ook in Karnes City en Pleasanton veroordeeld, doch de drie veroordelingen werden door het Texaanse Hooggerechtshof ongedaan gemaakt. In 1904 werd hij in Corpus Christi tot een levenslange gevangenisstraf veroordeeld. In 1913 slaagden zijn aanhangers er eindelijk in hem vrij te krijgen toen hij amnestie kreeg van gouverneur Oscar Colquitt.
Cortez keerde vervolgens terug naar Mexico, waar hij in het Federale Leger vocht tijdens de Mexicaanse Revolutie. Hij overleed in 1916 aan een longontsteking. Over Cortez' lotgevallen is een bekende corrido geschreven, en in 1982 werd zijn leven verfilmd in The Ballad of Gregorio Cortez, waarin zijn rol werd gespeeld door Edward James Olmos.